# Джеймі Прован
Джеймі Прован (англ. Jaimee Provan, 3 лютого 1978) — новозеландська хокеїстка на траві.
Учасниця Олімпійських Ігор 2004, 2008 років.
Переможниця Виклику чемпіонів 2005 року.